# Siepraw (gemeente)
De gemeente Siepraw is een landgemeente in het Poolse woiwodschap Klein-Polen, in powiat Myślenicki.
De zetel van de gemeente is in Siepraw.
Op 30 juni 2004 telde de gemeente 7672 inwoners.

## Oppervlakte gegevens
In 2002 bedroeg de totale oppervlakte van gemeente Siepraw 31,92 km², waarvan:
- agrarisch gebied: 69%
- bossen: 13%

De gemeente beslaat 4,74% van de totale oppervlakte van de powiat.

## Demografie
Stand op 30 juni 2004:
| Omschrijving                   | Totaal | Totaal | Vrouwen | Vrouwen | Mannen | Mannen |
| ------------------------------ | ------ | ------ | ------- | ------- | ------ | ------ |
| eenheid                        | aantal | %      | aantal  | %       | aantal | %      |
| inwoners                       | 7672   | 100    | 3908    | 50,9    | 3764   | 49,1   |
| bevolkingsdichtheid (inw./km²) | 240,4  | 240,4  | 122,4   | 122,4   | 117,9  | 117,9  |

In 2002 bedroeg het gemiddelde inkomen per inwoner 1285,92 zł.

## Administratieve plaatsen (sołectwo)
Czechówka, Łyczanka, Siepraw, Zakliczyn.

## Aangrenzende gemeenten
Dobczyce, Mogilany, Myślenice, Świątniki Górne, Wieliczka